# Ammoecioides sparsepunctatus
Ammoecioides sparsepunctatus är en skalbaggsart som beskrevs av Rudolph Petrovitz 1964. Ammoecioides sparsepunctatus ingår i släktet Ammoecioides och familjen Aphodiidae. Inga underarter finns listade i Catalogue of Life.